# Понте-Буджанезе
Понте-Буджанезе (итал. Ponte Buggianese) — коммуна в Италии, располагается в регионе Тоскана, в провинции Пистоя.
Население составляет 8398 человек (2008 г.), плотность населения составляет 296 чел./км². Занимает площадь 29 км². Почтовый индекс — 51019. Телефонный код — 0572.
Покровительницей коммуны почитается Пресвятая Богородица, празднование 26 апреля.

## Администрация коммуны
- Официальный сайт: http://www.comune.ponte-buggianese.pt.it/